# Nicia Maldonado
Nicia Maldonado (n. 10 de septiembre de 1969) es una política venezolana de la etnia yekuana. Ha sido diputada de la Asamblea Nacional y copresidenta del Consejo Nacional Indio de Venezuela (CONIVE), además de ministra de los Pueblos Indígenas de Venezuela entre 2007 y 2012.

## Carrera
Junto con el ministro del interior Tareck El Aissami, negó la masacre de 80 miembros de la etnia yanomami y declaró que no había pruebas de la misma, a pesar del testimonio de la ONG de defensa indígena venezolana Horonami Organización Yanomami, que responsabilizó a mineros ilegales brasileños, y del testimonio de organizaciones indígenas, que denunciaron una investigación deficiente.
El 13 de octubre de 2012 fue sucedida en el Ministerio de Pueblos Indígenas por Aloha Núñez, de la etnia wayú. 
Fue candidata del Partido Socialista Unido de Venezuela (PSUV) a la gobernación del estado Amazonas en las elecciones regionales del mismo año, pero perdió frente al candidato a gobernador reelecto Liborio Guarulla.